# Eugen Sandow
Eugen Sandow, nato Friederich Wilhelm Müller (Königsberg, 2 aprile 1867 – Londra, 14 ottobre 1925), è stato un culturista prussiano, dal 1871 tedesco, tra i maggiori pionieri della pratica sportiva del bodybuilding, ed è anzi spesso ritenuto il padre del culturismo moderno.

## Biografia

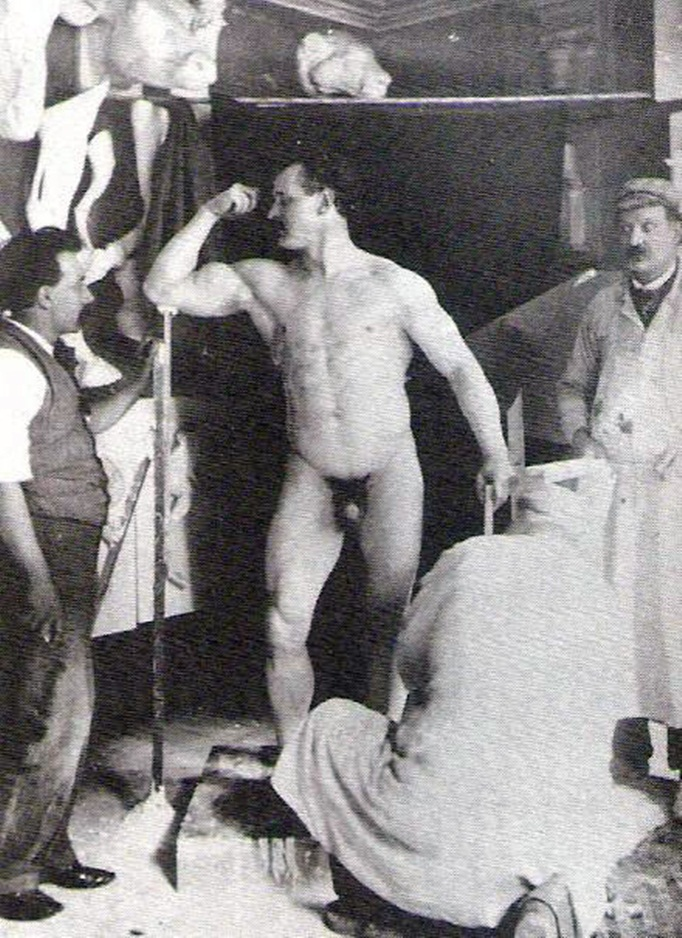
Sandow mentre viene messo in posa per un calco in gesso del suo intero corpo, da usare come modello per scultori

Non è chiaro se fosse nato dalla famiglia Müller, ebrei convertiti al luteranesimo, o se, come secondo il suo avvocato al momento della domanda per la cittadinanza britannica, fosse il figlio illegittimo di Wilhelmina Elizabeth Kresand e di padre ignoto e fosse stato affidato in adozione ai Müller. Dalla madre che, stando alla seconda versione, sarebbe dunque stata adottiva, e che era di origine russa e portava il cognome Sandova, prenderà lo pseudonimo. La Kresand morirà nel 1876.
Sandow fu un ammiratore delle statue greche e romane di gladiatori ed eroi mitici fin dalla giovinezza, quando il padre lo portò in Italia. All'età di 19 anni, si esibiva già come "uomo forzuto" in spettacoli di strada. In questi anni assunse lo pseudonimo che lo renderà noto: il nome Eugen ha il significato di "ben generato", mentre Sandow è il cognome al maschile della madre adottiva, adattato alla pronuncia tedesca.

Il leggendario Florenz Ziegfeld vide il giovane maciste e lo assunse per il proprio spettacolo circense. Presto Ziegfeld si accorse che il pubblico era più attratto dai gonfi muscoli di Sandow piuttosto che dalla quantità di peso che egli sollevava; per questo Ziegfeld e Sandow studiarono uno spettacolo di pose plastiche che soprannominarono "rappresentazione dell'esposizione del muscolo". Sandow aggiunse questo particolare numero in aggiunta alle sue esibizioni di forza con pesi. Egli inoltre aggiunse una speciale esibizione che prevedeva la rottura di una catena posta attorno al petto: queste eccezionali capacità resero presto Sandow una celebrità e la prima star dello spettacolo di Ziegfeld.
La somiglianza di Sandow con le sculture classiche greche e romane non fu incidentale. Egli in realtà osservava e misurava le opere classiche esposte nei musei che lo aiutavano a sviluppare "l'ideale greco" come formula per un "corpo perfetto". Egli modellò il suo fisico su queste esatte proporzioni. A causa di questa specifica ricerca egli è considerato il padre del moderno culturismo, essendo stato uno dei primi atleti a sviluppare intenzionalmente la propria muscolatura a dimensioni predeterminate, e a farne una professione.

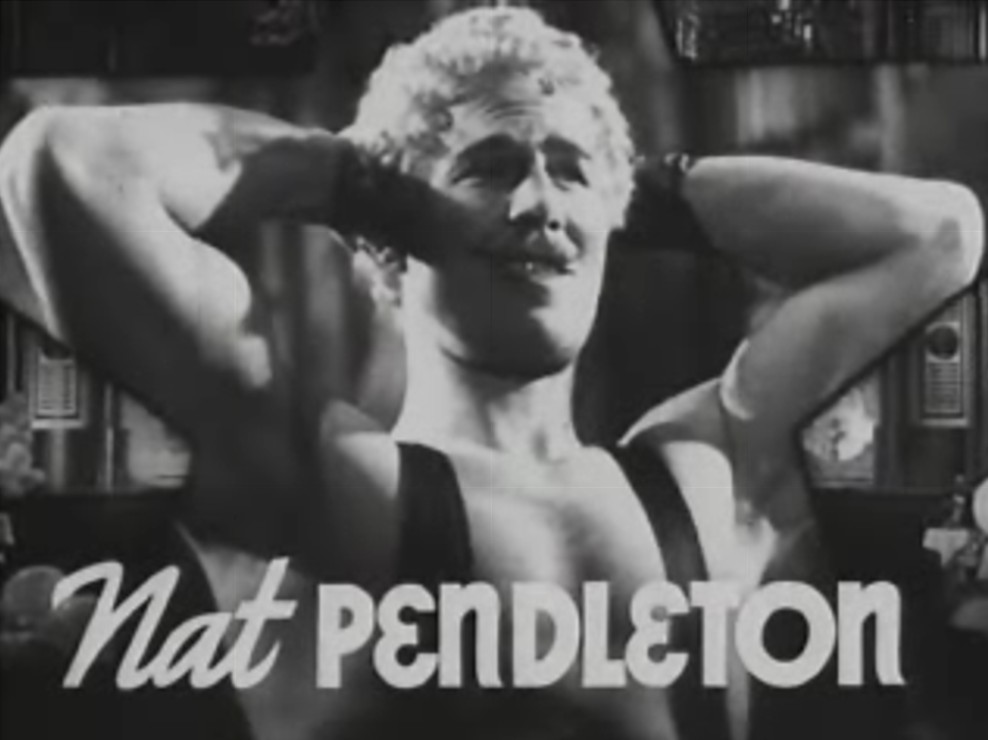
Nat Pendleton interpreta Sandow nel film Il paradiso delle fanciulle (1936)

Sandow si esibì in tutta Europa e andò negli Stati Uniti d'America nel 1893 per partecipare all'Esposizione colombiana mondiale a Chicago dove egli poteva essere ammirato in una scenografia fatta di velluto nero con il corpo cosparso di talco bianco per assomigliare maggiormente a una statua in marmo che prendeva vita. La sua popolarità crebbe anche grazie al suo aspetto raffinato, alla sua grande intelligenza e al suo carattere ben educato. Sandow inoltre amava curare molto l'abbigliamento e aveva occhi di un blu profondo e una sincera risata.
Scrisse diversi libri sul culturismo e l'alimentazione e incoraggiò uno stile di vita "sano" reputandolo importante come avere una intelligenza viva, rifacendosi così al suo modello classico di Mens sana in corpore sano. Sandow venne apprezzato dal re inglese Giorgio V, da Thomas Edison e da Arthur Conan Doyle; inoltre, la sua vita venne ricordata dopo la morte dall'interpretazione dell'attore Nat Pendleton nel film Il paradiso delle fanciulle (The Great Ziegfeld) del 1936.
Alla sua morte nel 1925 venne diffusa una storia di copertura che affermava che Sandow era morto prematuramente all'età di 58 anni in seguito a un'apoplessia poco dopo aver compiuto lo sforzo di spingere la propria macchina impantanata nel fango. La vera causa di morte fu probabilmente dovuta a una complicazione da sifilide. Egli venne inumato in una tomba anonima per richiesta della moglie Blanche (che non divorziò mai da lui), al Cimitero di Putney Vale nei pressi di Londra. Nel 2002 un blocco di marmo nero è stato posto da un ammiratore sulla sua presunta sepoltura.

## Vita privata
Sandow era sposato con Blanche Brooks Sandow, dalla quale ebbe due figlie, ma probabilmente le fu infedele. Era infatti costantemente in compagnia di altre donne, disposte addirittura a pagarlo per toccare i suoi muscoli nei camerini dopo le sue esibizioni pubbliche.
Egli ebbe anche un'amicizia intima con un musicista e compositore uomo che aveva assunto per accompagnarlo durante i suoi spettacoli. L'uomo, Martinus Sieveking, era un avvenente allievo di Sandow, che ne parlò a lungo nel suo libro Sandow's system of physical training. Il grado effettivo d'intimità della relazione tra i due non è mai stato determinato, ma è certo che i due vissero insieme a New York per diverso tempo. La moglie di Sandow, pur non chiedendo mai il divorzio, fu molto gelosa della relazione del marito con Sieveking, ed anche la moglie di quest'ultimo finì per separarsi da lui.

## Un'astuta politica di marketing
Sandow fu autore di cinque libri:

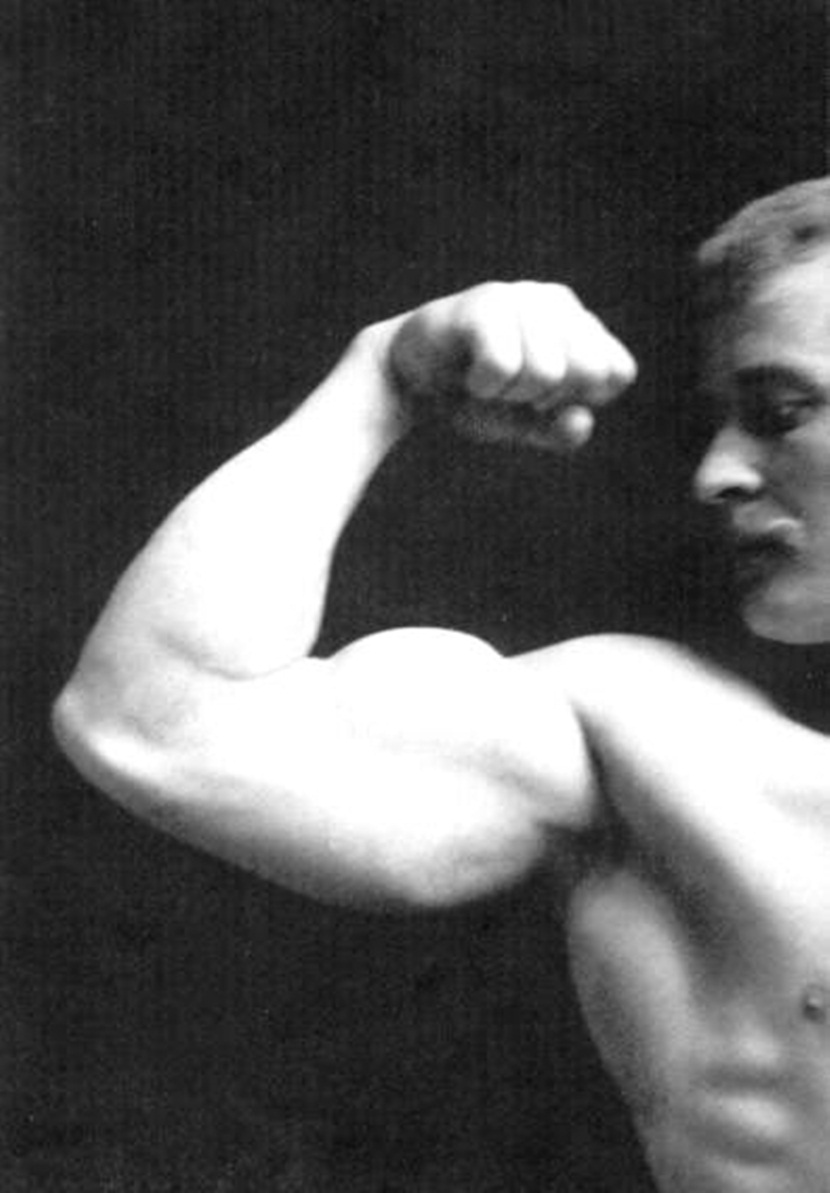
Sandow fotografato nel 1896 da Napoleon Sarony.

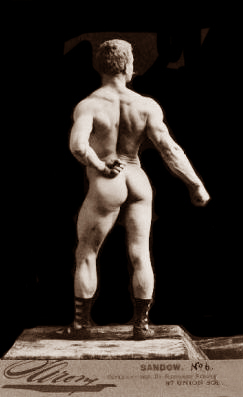
Un altro ritratto di Napoleon Sarony, datato 1893.

- Sandow's system of physical training.
- Strength and how to obtain It.
- Body-building.
- Strength and health.
- Life is movement.

Fu inoltre un accorto uomo d'affari. Creò un'azienda alla quale era possibile ordinare per posta istruzioni per l'esercizio fisico ed attrezzi per l'allenamento. Inventò inoltre uno speciale sistema di manubri elastici e un sistema di fasce appesantite in gomma, per l'addestramento alla resistenza. La sua notorietà fu fondamentale per aumentare la popolarità degli attrezzi per l'esercizio fisico casalingo.
Egli inoltre commercializzò i Sandow cigars (sigari), il Sandow's health & strength cocoa (cacao) e la rivista di cultura fisica Sandow. Infine, Sandow aprì il Physical culture studio a Londra, uno dei primi club dedicati al culto del fisico, nato per contrastare con il "sudore" le palestre che già esistevano, e creò esercizi alla moda per ogni corso. Dopo aver conquistato l'Europa si preparò a conquistare il mondo con le sue idee di salute per tutti realizzata attraverso il culturismo.

## Campionati di culturismo
Sandow organizzò in assoluto il primo concorso di culturismo, chiamato Great Competition, il 14 settembre 1901 presso Royal Albert Hall a Londra. La giuria era composta da lui stesso, Charles Lawes e Arthur Conan Doyle; il concorso fu un successo strepitoso che registrò il tutto esaurito e lasciò fuori centinaia di fans.
In riconoscimento al suo contributo allo sport del culturismo, una statuetta di Sandow in bronzo prodotta da Frederick Pomeroy viene offerta al vincitore del concorso Mr. Olympia a partire dal 1977. La statuetta è conosciuta semplicemente come The Sandow.